# Ratcliffe College
Le Ratcliffe College est un internat et externat privé d'enseignement primaire et secondaire qui se trouve en Angleterre à Ratcliffe on the Wreake (Leicestershire). C'est un établissement catholique devenu mixte au milieu des années 1970. Il est administré par les pères rosminiens. Sa devise est Legis plenitudo charitas. Son équipe de cricket est fort réputée.

## Histoire et architecture
Ce collège a été fondé comme séminaire en 1845 en suivant les instructions du bienheureux père Antonio Rosmini-Serbati. En 1847, les bâtiments sont reconvertis en un internat destiné aux garçons de la bonne société catholique. Les rosminiens possèdent aussi depuis 1933 la Grace Dieu Manor School qui prépare au Ratcliffe College. Celui-ci accueille les filles à partir du milieu des années 1970 sous la présidence du P. Tony Baxter et ouvre son recrutement social. Pour l'année scolaire 2016-2017, il y avait 825 collégiens suivant les classes du primaire et du secondaire, mais aussi quelques classes maternelles (à la Grace Dieu Manor School, de 4 à 13 ans). Leurs âges s'échelonnent de 13 à 18 ans.
Les bâtiments sont construits selon les dessins d'Augustus Pugin en style néogothique anglais, Pugin étant l'auteur de nombreux édifices et églises catholiques des Midlands et de l'Angleterre du Nord. Il a été aussi associé avec Charles Barry dans la reconstruction du Palais de Westminster. Le carré administratif dit « The Square » a été dessiné par Charles Francis Hansom, frère de Joseph Hansom. On remarque un réfectoire de style néo-gothique (début XXe siècle) et la chapelle du collège de style néo-byzantin.

## Administration
L'école, qui appartient à l'Institut de la Charité (pères rosminiens) donnait à ses directeurs (ou présidents) le titre de « père président », puisqu'elle était administrée jusqu'en 1996 par un père de l'Institut. Depuis 1996, la direction de l'établissement est confiée à un laïc  et celui-ci porte désormais le simple titre de « headmaster ». 

### Inspection de l'Independent Schools Inspectorate (ISI) -  mars 2015
Le Ratcliffe College est régulièrement inspecté par l'Independent Schools Inspectorate (ISI), organisme approuvé par le ministère de l'Éducation dans le but d'inspecter les établissements d'enseignement appartenant à l'Independent Schools Council (ISC). Une équipe de dix inspecteurs de l'ISI a passé quatre jours à inspecter le collège sous tous ses aspects et leur rapport a été rendu en mars 2015.
L'établissement a reçu la mention « excellent » dans neuf catégories:
- Apprentissage et accomplissement des élèves
- Programme scolaire et extra-scolaire
- Enseignement
- Développement spirituel, moral, social et culturel des élèves
- Attention pastorale
- Santé, hygiène et sécurité
- Internat
- Gouvernance
- Leadership et management, comprenant les relations avec les parents

### Partenariat avec le Leicester City Football Club
En janvier 2015, le collège de Ratcliffe a accepté de prendre en charge l'éducation de seize élèves thaïlandais sélectionnés par le Leicester City Football Club, pour venir à Leicester poursuivre leur éducation et leur entraînement. Le directeur de l'internat des garçons (et ancien directeur des sports) est l'ancien joueur du LCFC, Phil Gilchrist.

## Anciens élèves
Les anciens élèves sont appelés les « Old Ratcliffians », parmi lesquels:
- Terence Alexander, acteur de cinéma et de télévision
- John Arnold, évêque
- Ian Bannen, acteur écossais
- Peter Caruana, ancien ministre en chef de Gibraltar
- Louis Deacon, joueur de rugby
- Willie Doyle, prêtre jésuite irlandais tué au combat pendant la Première Guerre mondiale
- François Grosjean, psycholinguiste  et chercheur dans le domaine du bilinguisme
- Patrick McGoohan, acteur américain d'ascendance irlandaise ayant joué dans The Prisoner
- Kevin Myers, journaliste irlandais
- Gordon Reece, conseiller de Margaret Thatcher
- Michael Shipster, diplomate
- Luke Wright, champion de cricket.